# Anna Cabré i Pla
Anna Cabré i Pla (Barcelona 1943) és una geògrafa catalana, catedràtica de Geografia humana en la Universitat Autònoma de Barcelona, experta en Demografia que ha estat directora del Centre d'Estudis Demogràfics de la UAB, des de la seva creació el 1984 fins al 2014, i actualment és la seva directora honorària.
Estudià ciències polítiques i demografia a l'IEDES i a l'Institute de Démographie de la Universitat París I el 1967, on fou deixeble d'Alfred Sauvy, Louis Henry i Roland Pressat. Després fou professora d'anàlisi demogràfica a les universitats de Montreal (1969), Chicago (1969), Sorbona (1970), Nanterre (1970-1978) i al Col·legi de Mèxic (1973 i 1981).
Des del 1978 és professora de la Universitat Autònoma de Barcelona i, des del 1984, directora del Centre d'Estudis Demogràfics. Es doctorà el 1989, és autora de nombrosos articles sobre demografia. La seva carrera professional ha estat molt lligada a Jordi Nadal i Oller, i ha col·laborat en diverses ocasions amb Isabel Pujadas i Rúbies. Actualment s'interessa pels temes de prospectiva demogràfica i geografia històrica de la població de Catalunya. Ha comparegut, a títol d'experta, en diferents comissions del Congrés dels Diputats i del Parlament de Catalunya.
Des de l'any 2010 és membre de l'Institut d'Estudis Catalans, formant part de la Secció de Filosofia i Ciències Socials.

## Premis i honors
Anna Cabré ha rebut els següents premis i honors:
- 2019 - Medalla d'Or de la Generalitat[6]
- 2010 - Col·legiada d'Honor del Col·legi d'Economistes de Catalunya.[7]
- 2010 - Membre numerari de l'Institut d'Estudis Catalans.[1]
- 2005 - Creu de Sant Jordi atorgada per la Generalitat de Catalunya.[8]
- 2003 - Distinció de la Generalitat de Catalunya per a la Promoció de la Recerca Universitària.[9]
- 1994 - Medalla Narcís Monturiol al mèrit científic i tecnològic, atorgada per la Generalitat de Catalunya.[8]
- 1990 - Premi Jaume Carner atorgat per l'Institut d'Estudis Catalans a la Tesi Doctoral La Reproducció de les generacions catalanes 1856-1960.[10]

## Obres
- La reproducció de les generacions catalanes, 1856-1960 (1989)
- El sistema català de reproducció (1999)
- Família i treball (2002)